# Battaglia di al-Anbar
La battaglia di al-Anbar (in arabo معركة الأنبار‎?, Maʿrakat al-Anbār) fu un fatto d'arme che vide contrapposti l'esercito califfale arabo-musulmano, al comando di Khalid ibn al-Walid a quello sasanide sotto al-Anbār, approssimativamente sita a 130-140 km dall'antica città di Babilonia.
 
Khalid assediò i Persiani sasanidi nella città, che era fortificata da imponenti mura di difesa. Furono utilizzati arcieri da parte islamica e il governatore sasanide, Shirzad, infine s'arrese e gli fu consentito di ritirarsi indisturbato da al-Anbār.
La battaglia è sovente ricordata come "Quella dell'occhio" (in arabo ذات العيون‎?, Dhāt al-ʿuyūn) dal momento che gli arcieri musulmani impiegati nell'assedio avevano come obiettivo di mirare agli "occhi" costituiti dalle guarnigioni persiane collocate sulle mura per controllare l'attività del nemico.